# Wang Xizhi
Wang Xizhi (王羲之; 303 – 361) è stato un calligrafo e funzionario cinese.

## Biografia
Wang Xizhi ricoprì importanti cariche governative presso Jiankang (odierna Nanchino), capitale della dinastia Jìn orientale. Venne nominato youjun ("Generale dell'Esercito di Destra") e fu anche governatore di Guiji, nello Zhejiang.
Il suo stile calligrafico esaltava la bellezza delle linee e delle forme, in particolare la dinamica e il flusso ritmico che si legava al trasferimento dell'energia. Lo studioso della dinastia Tang Zhang Huaiguan ne riconosce le qualità in molti tipi di scritture, tra cui il corsivo (caoshu), il clericale (lishu), una variante del clericale conosciuta come bafen, un tipo eseguito con la punta del pennello allargata chiamato feibai, una forma ridotta di clericale (zhangshu), l'esecuzione di scritti (xingshu) e la scrittura regolare (kaishu o zhenshu). Quasi tutti i maestri successivi si ispirarono a lui.
Nessuna delle sue opere è sopravvissuta ai giorni nostri. Il suo capolavoro fu il Lanting Xu, un testo di 28 colonne in caratteri correnti incentrato sull'incontro di diversi letterati, tra cui egli stesso e i suoi figli, presso il Padiglione delle orchidee di Shanyin, vicino a Shaoxing. Negli ultimi anni della sua vita assunse un sostituto (daibi), che eseguì la maggior parte delle sue calligrafie.